# Psachonethes czerkessicus
Psachonethes czerkessicus is een pissebed uit de familie Trichoniscidae. De wetenschappelijke naam van de soort is voor het eerst geldig gepubliceerd in 1969 door Borutzkii.